# تشوي هاي را
تشوي هاي را (الكورية: 최 혜라) (من مواليد 20 مايو 1991) هي سباحة من كوريا الجنوبية.
شاركت في دورة الألعاب الآسيوية 2006 في الدوحة، قطر.

## روابط خارجية
- تشوي هاي را على موقع الاتحاد الدولي للسباحة (الإنجليزية)
- تشوي هاي را على موقع أوليمبيديا (الإنجليزية)